# Phraya Phichai

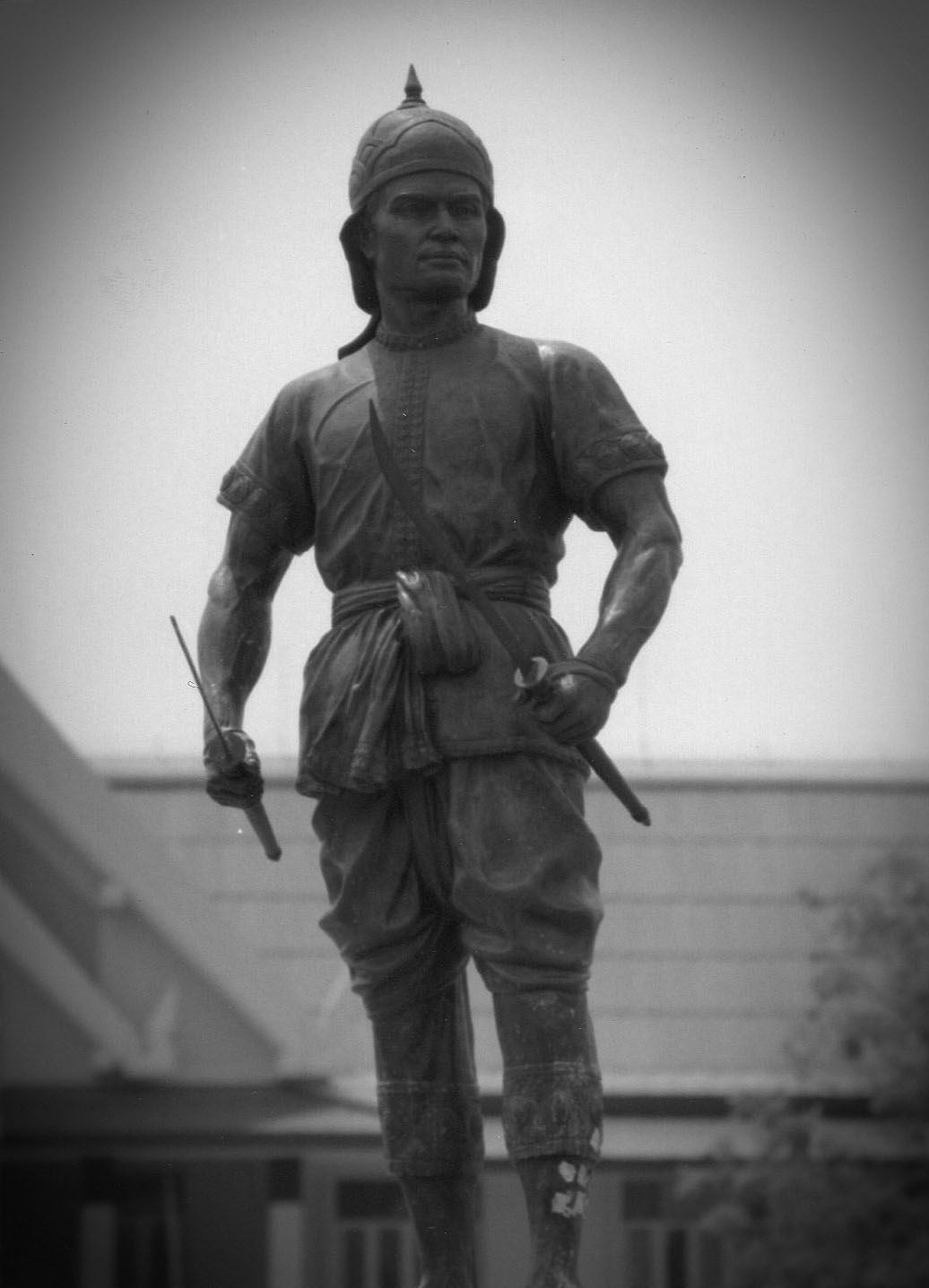
Statue des Phraya Phichai vor der Provinzverwaltung von Uttaradit

Phraya Phichai (Thai: พระยาพิชัย, Phaya Phichai, auch bekannt unter seinem Beinamen Phraya Phichai Dab Hak (Thai: พระยาพิชัยดาบหัก, „Graf von Phichai mit dem zerbrochenen Schwert“); * 1741 in Ban Huai Kha, Amphoe Phichai, Provinz Uttaradit; † 1782 in Thonburi) war in der Zeit des Königreichs Ayutthaya ein siamesischer Adliger und Gefolgsmann des späteren Königs Taksin (reg. 1768 bis 1782), mit dem zusammen er auch exekutiert wurde. Seinen Beinamen erhielt er nach einer Schlacht, bei der er so lange kämpfte, bis seinen beiden Schwerter zerbrochen waren.

## Leben

### Kindheit und Jugend
Phraya Phichai wurde in Ban Huai Kha geboren, seine Eltern sind nicht bekannt; von seinen vier Geschwistern starben drei vor seiner Geburt. Sein Geburtsname war Choi (Thai: จ้อย, „der Kleine“).
Der kleine Choi praktizierte mit Vorliebe das Thai-Boxen und ging oft ohne Wissen seiner Eltern fort, um sich in der Kunst zu üben und mit vielen Lehrern zu trainieren. Einer seiner Lehrer nannte ihn „Thong Di“ (Thai: ทองดี).

### Im Dienst des Königs

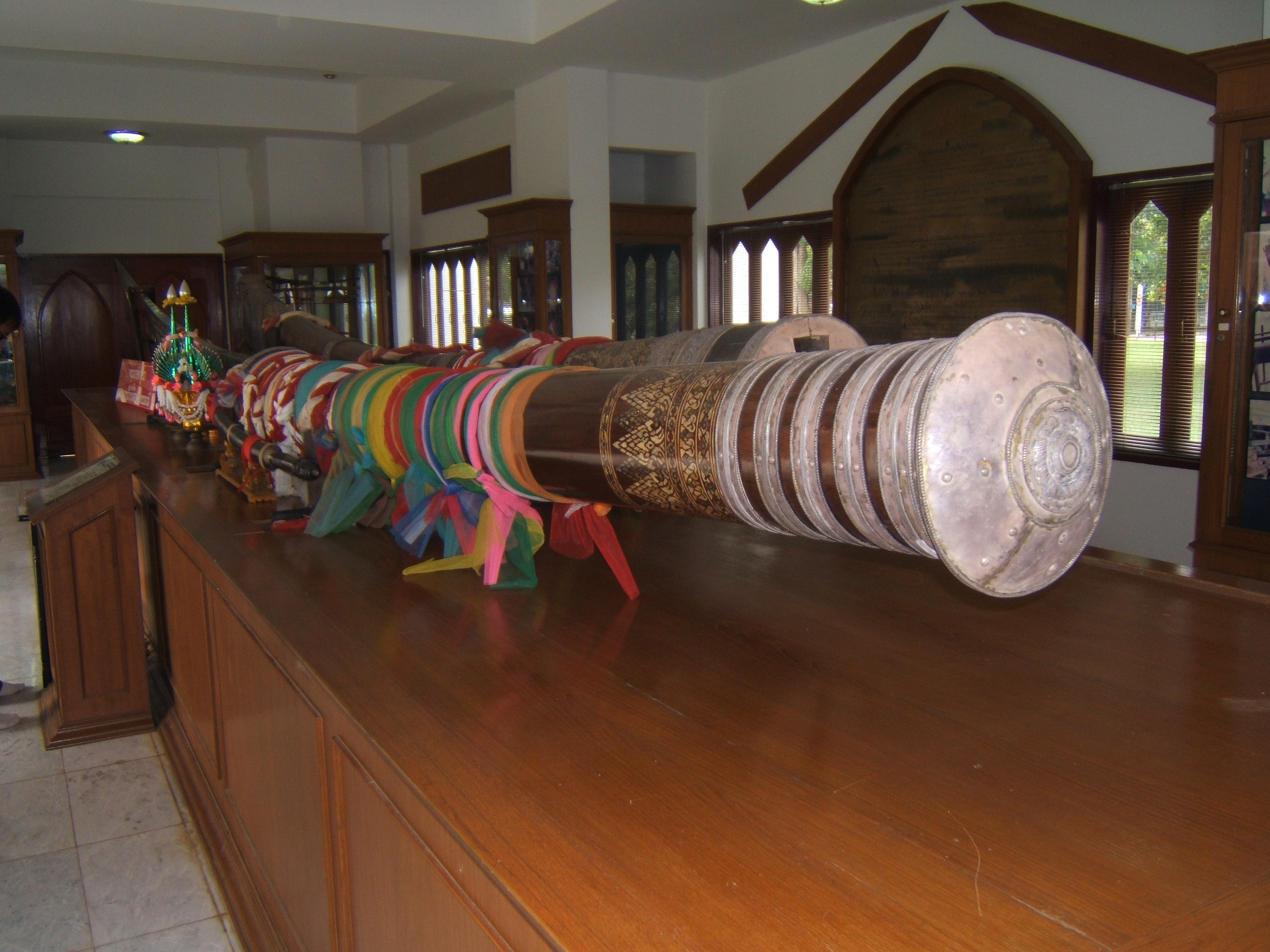
Größtes Schwert der Welt in Uttaradit (eine Nachbildung desjenigen von Phraya Phichai)

Während eines Boxkampfes im Jahr 1761 in der Provinz Tak lernte Thong Di den seinerzeitigen Gouverneur von Tak, Phraya Taksin, kennen, der von seinem exzellenten Boxstil beeindruckt war und ihn in seine Armee holte und später zu seinem Leibwächter machte.
Nach der vollständigen Zerstörung Ayutthayas durch die Birmanen zog Taksin mit rund 500 Getreuen nach Prachinburi und Rayong; der nun zum Befehlshaber ernannte Thong Di (Phraya Phichai) hob eine neue Armee aus, und Taksin erklärte Krieg gegen die Birmanen, mit dem Ziel das Reich Ayutthaya von den Birmanen zu befreien. Kurze Zeit darauf wurde Taksin zum König von Siam erklärt.
Phraya Phichai nutzte Guerilla-Taktiken, um einzelne Dörfer und kleinere Städte von den Birmanen zu befreien. Während einer dieser zahlreichen Scharmützel geschah es im Jahr 1773, dass er während eines Gefechts gegen Truppen des birmanischen Generals Bo Supia bei dem Ort Phichai in der Provinz Uttaradit (Nord-Thailand) so intensiv die Gegner bekämpfte, dass er sein Schwert zerbrach und mit seinen Truppen dennoch die Gegner zum Rückzug zwang.
Taksin wurde infolge der Beanspruchung durch die Kämpfe und die Reorganisation des Reiches nach und nach geistig so verwirrt, dass er sich gar als Oberhaupt der buddhistischen Sangha gerierte und Mönche exekutieren ließ, die ihm nicht folgen wollten. Die Adligen setzten ihn schließlich ab und ließen ihn selbst exekutieren. Viele Berichte deuten darauf hin, dass der treue Gefolgsmann Pharaya Phichai darum bat, ihn mit dem König hinzurichten, damit er bei diesem bleiben konnte, wie es seinerzeit das Gesetz des siamesischen Hofes verlangte.

## Werk
Phraya Phichai gilt als Vorbild für die moderne thailändische Armee durch seine Aufopferung für den König und die Nation („das Volk“).

## Wirkung
Vor dem Provinzgebäude in Uttaradit steht seit 1969 eine Statue zu Ehren von Phraya Phichai. Ein kleines Museum ist ihm in Amphoe Phichai gewidmet, südlich der Stadt Uttaradit.
Viele Schulen, die das thailändische Kickboxen lehren, nennen sich nach Phraya Phichai.